# Franz Bibfeldt
Franz Bibfeldt är en fiktiv teolog som det skämtas om bland amerikanska akademiska teologer. 
Bibfeldt debuterade som författaren av en fotnot i en uppsats skriven av Concordia Seminary-studenten, Robert Howard Clausen. Clausens klasskamrat, Martin Marty började använda namnet och Bibfeldt blev ett skämt bland Marty och hans vänner. År 1951 publicerades Martys recension av Bibfeldt's The Relieved Paradox i Concordia Seminarian.
Sedan dess har begreppet utökats, ofta genom University of Chicago där Marty var professor, och genom att Donnelley Stool of Bibfeldt Studies finns.
Det mesta har samlats i  The Unrelieved Paradox: Studies in the Theology of Franz Bibfeldt (ISBN 0-8028-0745-3) av Marty och Jerald C. Brauer.